# Bare (filme)
Bare é filme de drama americano de 2015 escrito e dirigido por Natalia Leite e produzido por Alexandra Roxo, Natalia Leite e Chad Burris. Estrelando Dianna Agron, Paz de la Huerta, Chris Zylka e Louisa Krause. O filme acompanha uma jovem que vive em uma pequena cidade do deserto de Nevada, que começa uma relação amorosa com uma mulher que a leva para uma vida de drogas, prostituição e experiências espirituais psicodélicas. O filme teve a sua estreia mundial no Festival de Cinema de Tribeca em 19 de abril de 2015. A IFC Films lançou o filme em 30 de outubro de 2015, em uma edição limitada e por meio de vídeo-on-demand.

## Enredo
Sarah Barton vive em uma pequena cidade no deserto de Nevada com sua mãe e trabalha como caixa. Depois que uma queixa de um colega de trabalho faz com que ela perca o emprego, Sarah conhece Pepper, uma andarilha que aparece na loja de antiguidades de sua família. Intrigada com Pepper, Sarah deixa que ela fique vivendo na loja até encontrar outro local para morar. Sarah começa a sair com a andarilha e começa a gostar do estilo de vida festeiro de Pepper, para a irritação de seu namorado, Haden, que não entende porque ela tem tão pouco tempo para ele. Haden se oferece conseguir um emprego onde ele trabalha, mas ela não aceita a oferta.
Em uma viagem para o Reno, Sarah e Pepper jogam blackjack contra um apostador para ganhar dinheiro. Durante a comemoração da sua vitória, Pepper revela que trabalha em um clube de strip, chamado Blue Room, como garçonete. Sarah começa a trabalhar em um restaurante de fast food mas logo tenta um emprego no clube de strip. As strippers riem quando ela sugere que a amiga é uma garçonete e uma delas dá a Sarah uma amostra de uma droga não especificada (possivelmente cocaína), e ela acaba subindo no palco. Depois que Sarah e Pepper ingerirem peiote no deserto, a amiga admite que o strip é viciante e difícil de parar, já que o dinheiro que se consegue é bom. As duas prometem uma a outra que não irão desistir se a outra não parar também. Elas, então, confessam sua atração uma pela outra e fazem sexo pela primeira vez.
Enquanto isso, os amigos de Haden e Sarah se preocupam com ela, por ela manter escondida deles a sua nova vida. Sarah termina com Haden, dizendo que eles têm ido em direções opostas. Quando as outras strippers dizem a ela que Pepper já trabalhou seduzindo outras mulheres para recrutar elas, Sarah fica com medo de ter sido usada. Pepper inicialmente nega tudo, mas admite que já trabalhou recrutando outras mulheres e nega que tenha intencionalmente recrutado Sarah ou usado ela. Depois de se reconciliarem, Sarah insiste em pagar as dívidas de Pepper, para que assim elas possam fugir juntas e recomeçar em outro lugar.
No entanto, uma briga começa no clube quando um homem acusa Pepper de não pagar toda a dívida. Sarah defende ela e entra em pânico quando vê Haden e outro amigo prestes a entrarem no clube. Na sua tentativa de sair despercebida, Haden descobre e briga com ela. Um policial, que chegou ao local por conta da briga anterior, prende Sarah por posse de substância controlada, quando ela acidentalmente deixa cair várias drogas. Ao sair da vida de stripper e do vício das drogas, Sarah tenta retornar para os seus amigos, porém acha que eles a julgam demais. Depois de se oferecer para pagar sua fiança, sua mãe ajuda ela a conseguir de volta o seu antigo emprego no restaurante e as duas se abraçam com os olhos em lágrimas. Sarah diz a Pepper que se cansou daquele estilo de vida e não pode continuar com isso, pois é contra seus valores. Na cena final, Sarah é vista sozinha pedindo carona para fora da cidade.

## Elenco
- Dianna Agron como Sarah Barton
- Paz de la Huerta, como Pepper
- Chris Zylka como Haden
- Louisa Krause como Lucille Jacobs
- Mary Price Moore como Linda Barton
- Lora Martinez-Cunningham como Jaz

## Produção
As locações do filme foram em Albuquerque e Moriarty no Novo México, e em Reno, Nevada. As gravações tiveram início em 31 de julho de 2014 e terminaram em 23 de agosto de 2014.
A diretora Natalia Leite queria lançar duas mulheres que estavam dispostas a serem totalmente desafiadas e expostas, em frente da câmera, nos papéis principais. Ela declarou: "eu queria encontrar duas mulheres que eram muito diferentes uma da outra para colocar essas duas energias diferentes juntas."

## Lançamento
O filme teve a sua estreia mundial no Festival de Cinema de Tribeca em 19 de abril de 2015 e foi lançado em uma edição limitada e por meio de vídeo-on-demand em 30 de outubro de 2015. 

## Recepção crítica
No Rotten Tomatoes o filme obteve 43% de avaliação positiva em sete críticas, sendo sua avaliação média de 5,9/10. Frank Scheck do The Hollywood Reporter escreveu, "Na sua primeira performance de uma cena de nudez na tela, Agron é bastante convincente com uma personagem marcadamente diferente da insegura líder de torcida da série Glee, transmitindo bem a recém-descoberta liberdade e aventura sexual de Sarah". Ele também afirmou que de la Huerta foi perfeitamente escalada para o seu papel como Pepper, embora o filme tenha um "enredo mundano".
Katie Walsh, do Los Angeles Times escreveu: "A diretora Natalia Leite traz uma inteligência emocional e sensibilidade para Bare que o eleva acima da sua premissa de uma menina da cidade pequena caindo em um relacionamento lésbico e explorando o mundo do striptease".
John Stewart do The Slanted escreveu: "O filme é uma saída maravilhosa para Dianna Agron, de Glee, e seu desempenho com Paz De La Huerta, é a certeza de lhe renderem mais trabalhos no futuro, para as duas estrelas em ascensão. Também merece elogios a roteirista e diretora do filme, Natalia Leite, uma jovem mulher que está rapidamente consolidando seu reinado sobre dramas altamente estilizados e sexualmente progressistas".